# Sénart

Sénart, antiga Melun-Sénart, é uma vila nova na Ilha de França, na região de Paris, cobrindo partes das comunas de Sena e Marne e Essonne.

## Ensino superior
- Institut catholique d'arts et métiers

## Comunas
- Combs-la-Ville (77)
- Réau (77)
- Moissy-Cramayel (77)
- Cesson (77)
- Lieusaint (77)
- Nandy (77)
- Savigny-le-Temple (77)
- Vert-Saint-Denis(77)
- Morsang-sur-Seine (91)
- Saint-Pierre-du-Perray (91)
- Saintry-sur-Seine (91)
- Tigery (91)